# Philippe Médard
Philippe Médard, francoski rokometaš, * 10. junij 1959, Meslay-du-Maine, Francija, † 29. september 2017.
Leta 1992 je na poletnih olimpijskih igrah v Barceloni v sestavi francoske reprezentance osvojil bronasto olimpijsko medaljo.